# Lena borgs naturreservat
Lena borgs naturreservat är ett naturreservat i Tidaholms kommun i Västra Götalands län.
Naturreservatet bildades 2022 och omfattar 38 hektar. Det ligger strax söder om Kungslena på Varvsbergets norra del och består av lämningarna efter Lenaborg och av  ekskogar, askskogar, lövsumpskogar, gammelgranar och fina bäckraviner.